# Vlaams Centrum voor Volkscultuur
Het Vlaams Centrum voor Volkscultuur vzw (VCV) was van 1998 tot 2007 het steunpunt voor erfgoedverenigingen, immaterieel en oraal erfgoed en (de studie van) cultuur van alledag in Vlaanderen. Het decreet volkscultuur dat op 14 oktober 1998 door het Vlaams parlement en op 27 oktober 1998 door de Vlaamse regering werd goedgekeurd, lag aan de basis van de oprichting van het VCV.
Het VCV had als steunpunt een wetenschappelijke opdracht ten aanzien van de documentatie en studie van volkscultuur in Vlaanderen en een begeleidingsopdracht, in het bijzonder in functie van praktijkontwikkeling, ondersteuning en communicatie ten opzichte van de kernsector (volkskunde, heemkunde, familiekunde en industriële archeologie). Kortom, van organisaties van vrijwilligers die zich inlaten met de studie van en omgang met allerlei vormen van roerend erfgoed en immaterieel erfgoed. In tweede instantie werd er gemikt op een breed publiek van geïnteresseerden.
Het Vlaams Centrum voor Volkscultuur vzw en Culturele Biografie Vlaanderen vzw fuseerden per 1 januari 2008 tot FARO. Vlaams steunpunt voor cultureel erfgoed vzw.